# 鈴木良武
鈴木 良武（すずき よしたけ、1942年3月31日 - ）は、日本のアニメ原作者、脚本家。東京都出身。
脚本家としては主に五武 冬史（ごぶ ふゆのり）のペンネームを用いる。「一寸の虫にも五分の魂」と「闘志」の意味を込めてつけた。

## 経歴
1942年、東京府（現東京都）で生まれる。1963年にアニメ制作会社虫プロダクションへ入社し、演出助手と制作進行を務め、その後、アルバイトで書いたタツノコプロのテレビアニメ『宇宙エース』の脚本で脚本家デビュー。虫プロダクションでは『W3』以降、演出まで務めるようになるが、脚本家を志望して虫プロを退社。虫プロ時代の先輩たち出崎統、杉井ギサブロー、奥田誠治、吉川惣司らが設立したアートフレッシュへ。以後、フリーとなり、アニメ演出家の長浜忠夫の出会いを得た『巨人の星』など様々なアニメ作品に参加。
虫プロが倒産した後に同社スタッフを中心に1972年に設立された日本サンライズ（後のサンライズ）には設立初期から関わり、1973年の『ゼロテスター』からは原作を担当。その後もサンライズ初の巨大ロボットもの『勇者ライディーン』の原作をはじめ、長浜ロマンロボシリーズでは中心的な役割を果たし、多くのサンライズ作品の原作やシリーズ構成、脚本を手がけている。
1982年には『戦闘メカ ザブングル』をノベライズする形で小説を初執筆。日本脚本家連盟を通じて、アニメの制作会社にアニメ脚本家の待遇改善を訴える活動も行なっている。

## 原作
- ゼロテスター(1973年-1974年)
- 勇者ライディーン(1975年-1976年)
- 無敵超人ザンボット3（富野喜幸と共同）(1977年-1978年)
- 戦闘メカ ザブングル（富野由悠季と共同）(1982年-1983年)

## 脚本
太字の作品はシリーズ構成も担当。

### テレビ
- 鉄腕アトム[第1作]（1963年-1966年）
- W3（1965年-1966年）
- とびだせ!バッチリ（1966年-1967年）
- 悟空の大冒険（1967年）
- キャプテンウルトラ（1967年）第9話「怪生物バンデルエッグあらわる」※伊東恒久と共作
- おらぁグズラだど（1967年-1968年）
- ファイトだ!!ピュー太（1968年）※脚本チーフ名義
- どろろ（1968年-1969年）[1]
- 紅三四郎（1969年）
- 赤き血のイレブン（1970年-1971年）
- 新オバケのQ太郎（1971年-1972年）
- ハゼドン（1972年-1973年）
- 赤胴鈴之助（1972年-1973年）
- ど根性ガエル（1972年-1974年）
- ジャングル黒べえ（1973年）
- 旧ドラえもん（1973年）
- 荒野の少年イサム（1973年）
- ゼロテスター（1973年-1974年）
- てんとう虫の歌（1974年-1976年）
- まんが日本昔ばなし（1975年、1976年-1994年）
- 勇者ライディーン（1975年-1976年）
- 超電磁ロボ コン・バトラーV（1976年-1977年）
- ブロッカー軍団IVマシーンブラスター（1976年-1977年）
- ポールのミラクル大作戦（1976年-1977年）
- 超電磁マシーン ボルテスV（1977年-1978年）
- ヤッターマン（1977年-1979年）
- ジェッターマルス（1977年）[2]
- 無敵超人ザンボット3（1977年-1978年）※富野喜幸との共同
- まんが偉人物語（1977年-1978年）
- 闘将ダイモス（1978年-1979年）
- 未来ロボ ダルタニアス（1979年-1980年）
- 無敵ロボ トライダーG7（1980年-1981年）
- がんばれゴンベ（1980年）
- おじゃまんが山田くん（1980年-1982年）
- 宇宙伝説ユリシーズ31（フランスで1981年-1982年に放映。日本では1988年）
- 戦闘メカ ザブングル（1982年-1983年） ※富野由悠季との共同
- ときめきトゥナイト（1982年-1983年）
- 装甲騎兵ボトムズ（1983年-1984年）
- 機甲界ガリアン（1984年-1985年）
- 蒼き流星SPTレイズナー（1985年-1986年）
- 機甲戦記ドラグナー（1987年-1988年）
- かりあげクン（1989年-1990年）
- 魔動王グランゾート（1989年-1990年）
- 楽しいムーミン一家（1990年-1991年）
- 楽しいムーミン一家 冒険日記（1991年-1992年）
- 伝説の勇者ダ・ガーン（1992年-1993年）※第29話以降は平野靖士と共同
- 疾風!アイアンリーガー（1993年-1994年）
- 機動武闘伝Gガンダム（1994年-1995年）※第26話以降はチーフライターと表記
- 超者ライディーン（1996年-1997年）
- 勇者王ガオガイガー（1997年-1998年）※第31話まで
- Night Walker -真夜中の探偵-（1998年）
- 機巧奇傳ヒヲウ戦記（2000年-2001年）
- 激闘!クラッシュギアTURBO（2001年-2003年）
- 火の鳥（2004年）

### 映画
- ザブングル グラフィティ（1983年）
- アテルイ（2002年）

### OVA
- 蒼き流星SPTレイズナー ACT-III 刻印2000（1986年）
- New Story of Aura Battler DUNBINE（1988年）
- 機甲猟兵メロウリンク（1988年-1989年）
- クラッシャージョウ（1989年）
  - 氷結監獄の罠
  - 最終兵器アッシュ
- 鎧伝サムライトルーパー 輝煌帝伝説（1989年-1990年）
- ダーティペア 謀略の005便（1990年）
- 機動戦士ガンダム0083 STARDUST MEMORY（1991年-1992年）
- ダーティペアFLASH2（1995年）
- ダーティペアFLASH3（1995年-1996年）
- 思春期美少女合体ロボ ジーマイン（1999年）
- 装甲騎兵ボトムズ ペールゼン・ファイルズ（2007年-2008年）
- 装甲騎兵ボトムズ 幻影篇（2010年）

### CDドラマ
- 『Gセイバー』サウンドシネマ第3話　深海のプロメテウス

### カセット文庫
- ダーティペアの大冒険（1990年7月30日、朝日ソノラマ）

## 小説
- 機動武闘伝Gガンダム（全3巻）（1995年 - 1997年、角川書店）
- 剣闘士ボロッカスの冒険（全2巻）（1984 - 1986年、朝日ソノラマ）
- 戦闘メカ ザブングル（全2巻）（1982年 - 1983年、朝日ソノラマ）
2001年発売のDVD-BOX（初回生産分）に復刻版が同梱された。
- 肖像写真 portrait（「DEAD POINT 1」〔原作：高橋良輔〕に所収、五武冬史名義）（2000年、集英社）

## 作詞
- どろろ（どろろの歌）
- ゼロテスター（オープニングテーマ『ゼロテスター』）
- ゼロテスター 地球を守れ!（エンディングテーマ『地球要塞スーパー5』）